# Контрексевил
Контрексевил (фр. Contrexéville) насеље је и општина у североисточној Француској у региону Лорена, у департману Вогези која припада префектури Нефшато.
По подацима из 2011. године у општини је живело 3337 становника, а густина насељености је износила 223,06 становника/km². Општина се простире на површини од 14,96 km². Налази се на средњој надморској висини од 344 метара (максималној 442 m, а минималној 324 m).

## Демографија
| 1962. | 1968. | 1975. | 1982. | 1990. | 1999. | 2011. |
| ----- | ----- | ----- | ----- | ----- | ----- | ----- |
| 2.228 | 3.236 | 4.076 | 4.090 | 3.945 | 3.708 | 3.337 |

График промене броја становника у току последњих година